# Wassa
Les Wassa sont un peuple du Ghana, du groupe Akan. 

## Histoire
Son foyer d'origine se trouve à l'ouest du Ghana et, en petite partie, de l'autre côté de la frontière, à l'est du Côte d'Ivoire ,.